# クローブヒッチ・キラー
『クローブヒッチ・キラー』（The Clovehitch Killer）は、2018年のアメリカ合衆国のスリラー映画。監督はダンカン・スキルズ、出演はチャーリー・プラマーとディラン・マクダーモットなど。アメリカ中東部の小さな町を舞台に、町の名士である父親が猟奇連続殺人鬼かもしれないとの疑念を募らせていく16歳の少年を描いている。

## ストーリー
16歳の少年タイラーは、両親・妹と信仰を重んじる小さな町で暮らしている。父親のドンは地元のボーイスカウトの団長も務め、町では名士として知られている。
ある日、タイラーはドンの小屋に忍び込むが、そこには猟奇的なポルノや不穏なポラロイド写真といった、名士として信頼されている父親の持ちものとは思えないものがあった。
この町では10年前に連続殺人事件が起きていた。その手口から「クローブヒッチ（巻き結び）連続殺人事件」と呼ばれていたが、現在も未解決となっていた。タイラーは父親こそがその犯人ではないかと思うようになり、同じく事件を追う少女キャシーに協力を求め、事件の謎を追う。

## キャスト
- タイラー・バーンサイド: チャーリー・プラマー - 16歳の少年。
- ドン・バーンサイド: ディラン・マクダーモット - タイラーの父。ボーイスカウトの団長。
- シンディ・バーンサイド: サマンサ・マシス - タイラーの母。
- キャシー: マディセン・ベイティ - クローブヒッチ事件を調べている風変わりな少女。

## 作品の評価
Rotten Tomatoesによれば、38件の評論のうち高評価は79%にあたる30件で、平均点は10点満点中6.9点、批評家の一致した見解は「『クローブヒッチ・キラー』は驚きのないストーリーを力強い演技とゾッとするようなウィットで補い、辛抱強く緊張感を高めている。」となっている。
Metacriticによれば、11件の評論のうち、高評価は6件、賛否混在は4件、低評価は1件で、平均点は100点満点中59点となっている。